# Rhabdochona milleri
Rhabdochona milleri är en rundmaskart. Rhabdochona milleri ingår i släktet Rhabdochona och familjen Thelaziidae. Inga underarter finns listade i Catalogue of Life.